# 尼古拉·列斯科夫

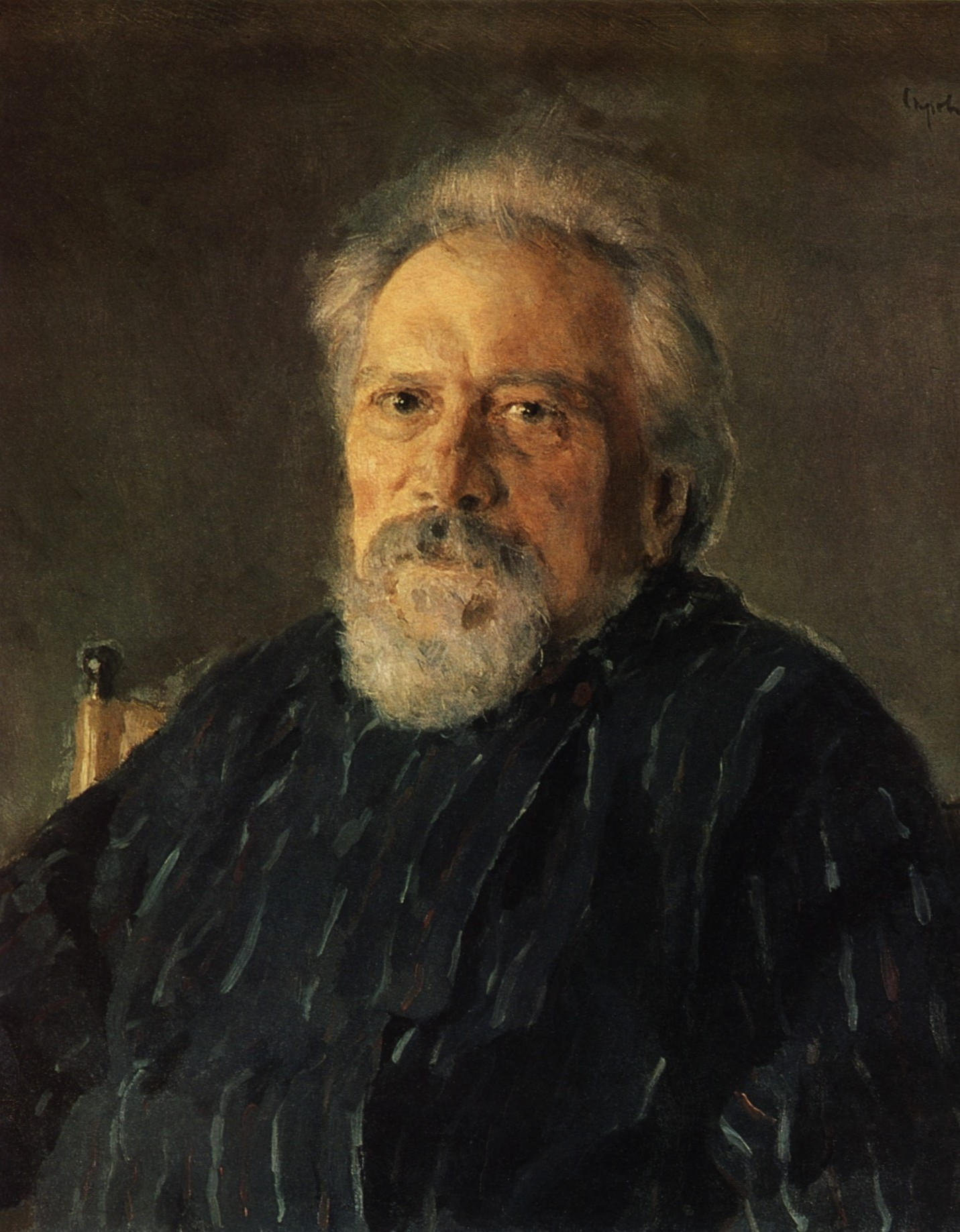
列斯科夫画像，瓦伦丁·谢罗夫作于1894年

尼古拉·谢苗诺维奇·列斯科夫（羅馬化：Nikolay Semyonovich Leskov；1831年3月5日—1895年），俄国记者、小说家，主要作品有《莫桑斯克的馬克白夫人》（1865年）、《图拉的斜眼左撇子和钢跳蚤的故事》（1881年）以及《神职人员》（1872年）。
列斯科夫在奥廖尔州出生，父亲死后家里发生的火灾烧毁了他的遗产，这迫使列斯科夫在15岁时停止学业。他在奥廖尔的法院工作了两年，后来被调往基辅，在那里他与担任医学教授的叔父同住。他广泛阅读哲学和经济学书籍，并学习波兰语和乌克兰语，又加入了基辅的自由主义圈子。1853年他与奥尔加结婚，两人育有一子一女。1857年至1860年他受聘于一家英国公司负责物业管理，又到过俄国的偏远地区游历。离开妻子迁居莫斯科后，他开始向杂志投稿。
1861年，列斯科夫开始为圣彼得堡的一本期刊写作，展开了他的文学事业。1862年和1864年分别出版了第一部散文集和小说。在动荡的1860年代作为作家和记者的列斯科夫迅速因为他的反虚无主义思想获得名誉。当时他不是明确的保守主义者，因为他拒绝作出政治表态，只有少数杂志同意刊登他的作品，他也因此陷入经济困难。之后他辗转为保守主义和自由主义的杂志写作，但他对公务人员和东正教教士的批评最终激怒了保守主义圈子。
1874年起列斯科夫在教育部工作，但在1883年因为他的自由主义观点被撤职。1870年代中期他出版的几篇故事对东正教作出了质疑。1880年代后期，因为他对教会的批评变本加厉，他的作品开始被审查。受到托尔斯泰的影响，他写作了几篇关于古代教会传说的故事。
晚年列斯科夫患上癌症，1895年逝世。

## 部分作品
- 《走投无路》（«Некуда»，1864年）
- 《姆岑斯克县的麦克白夫人》（«Леди Макбет Мценского уезда»，1865年）
- 《结仇》（«На ножах»，1870年）
- 《神职人员》（«Соборяне»，1872年）
- 《被封印的天使》（«Запечатленный ангел»，1873年）
- 《被诱惑的流浪汉》（«Очарованный странник»，1873年）
- 《图拉的斜眼左撇子和钢跳蚤的故事》（«Левша»，1881年）